# Iglesia de la Asunción (Záitegui)
La iglesia de la Asunción es un edificio situado en el concejo español de Záitegui, en la provincia de Álava.

## Descripción
El edificio se encuentra en el concejo español de Záitegui, del municipio de Cigoitia, perteneciente a la provincia de Álava, en la comunidad autónoma del País Vasco. Se menciona como iglesia parroquial del lugar en el decimosexto y último volumen del Diccionario geográfico-estadístico-histórico de España y sus posesiones de Ultramar de Pascual Madoz, donde aparece descrita con las siguientes palabras: «igl. parr. dedicada á la Asuncion y servida por un beneficiado». En el tomo de la Geografía general del País Vasco-Navarro dedicado a Álava y escrito por Vicente Vera y López, se dice lo siguiente: «Su parroquia, dedicada á la Asunción de Nuestra Señora, es de categoría rural de segunda clase, y pertenece al arciprestazgo de Cigoitia».